# DN Galan 2012
Bauhaus-Galan 2012 byl lehkoatletický mítink, který se konal 17. srpna 2012 ve švédském městě Stockholm. Byl součástí série mítinků Diamantová liga. 

## Výsledky
- Archiv výsledků zde [1]

### Muži
| Disciplína     | 1. místo                      | 2. místo                      | 3. místo                           |
| 100 m          | Ryan Bailey 9,93              | Nesta Carter 10,06            | Michael Frater 10,12               |
| 800 m          | Mohammed Aman 1:43,56         | Taoufik Makhloufi 1:43,71     | Abraham Kipchirchir Rotich 1:44,23 |
| 3 000 m        | Isiah Kiplangat Koech 7:30,43 | Caleb Mwangangi Ndiku 7:30,99 | John Kipkoech 7:34,03              |
| 400 m překážek | Michael Tinsley 48,50         | Félix Sánchez 48,93           | Leford Green 48,97                 |
| Trojskok       | Christian Taylor 17,11 m      | Sheryf El-Sheryf 17,04 m      | Lukman Adams 16,93 m               |
| Vrh koulí      | Reese Hoffa 21,24 m           | Tomasz Majewski 21,01 m       | Ryan Whiting 20,94 m               |
| Hod oštěpem    | Tero Pitkämäki 86,98 m        | Vítězslav Veselý 83,74 m      | Ołeksandr Pjatnycia 81,23 m        |

### Ženy
| Disciplína       | 1. místo                        | 2. místo                     | 3. místo                       |
| 200 m            | Charonda Williamsová 22,82      | Bianca Knight 22,86          | Marija Rjemjeňová 22,94        |
| 400 m            | Sanya Richardsová-Rossová 49,89 | Amantle Montshoová 50,03     | Christine Ohuruoguová 50,77    |
| 1500 m           | Meriem Jusuf Džamalová 4:01,19  | Mimi Belete 4:01,72          | Abeba Aregawiová 4:02,04       |
| 100 m překážek   | Dawn Harperová 12,65            | Kellie Wellsová 12,76        | Alina Talajová 12,79           |
| 3 000 m překážek | Julija Zarudnievova 9:05,02     | Habiba Ghribiová 9:10,36     | Etenesh Diro 9:14,07           |
| Skok do výšky    | Anna Čičerovová 200 cm          | Světlana Školinová 197 cm    | Tia Hellebautová 194 cm        |
| Skok o tyči      | Yarisley Silvaová 470 cm        | Silke Spiegelburgová 455 cm  | Fabiana Murerová 455 cm        |
| Skok daleký      | Jelena Sokolovová 682 cm        | Nastassia Mironczyk 675 cm   | Janay DeLoachová 669 cm        |
| Vrh koulí        | Valerie Adamsová 20,26 m        | Jevgenija Kolodková 19,08 m  | Christina Schwanitzová 18,72 m |
| Hod diskem       | Sandra Perkovićová 68,77 m      | Darja Piščalnikovová 66,85 m | Nadine Müllerová 65,07 m       |